# Glandularia
Glandularia, biljni rod iz porodice Verbenaceae (sporiševke) koji se ponekad uključuje u Verbena s. l. Na popisu su 92 vrste i jedan hibrid,

## Etimologija
Ime roda na latinskom znači žir što se vjerojatno odnosi na oblik sjemenke.

## Opis
Sporiši su bilo koja od cvjetnica iz rodova Verbena i Glandularia u porodici Verbenaceae, od kojih većina potječe iz tropske i suptropske Amerike. Većina su trajnice, iako su neke jednogodišnje. Obično imaju nasuprotne listove koji su nazubljeni, režnjeviti ili rascijepljeni. Cvjetovi su mali do srednje veličine i često se nalaze na klasovima. Poput blisko srodnih vrsta verbene, glandularije su vrlo privlačne za insekte koji posjećuju, posebno za pčele i leptire. 
Dok su sve vrste verbene prije bile ograničene rodom Verbena, taksonomska revizija dovela je do svrstavanja nekih vrsta u srodni rod Glandularia. Mnogi ugledni autoriteti (npr. Kraljevsko hortikulturno društvo; RHS) još uvijek navode ove biljke kao Verbena. Revidirano izdanje Steyermarkove Flore Missourija (Yatskievych and Turner) sad navodi ove biljke kao Glandularia. Glandulariu mnogi autoriteti smatraju rodom koji je odvojen i razlikuje se od Verbene na temelju niza čimbenika uključujući morfologiju biljke, broj kromosoma, duljinu stila, načine reprodukcije i ploidne razine.
U rod Glandularia uključene su 92 vrste,  GBIF i Kew ga tretira kao sinonim za Verbena.. Tipična je Glandularia carolinensis J.F.Gmel., sinonim za Glandularia canadensis (L.) Small.

## Vrste
1. Glandularia alejandrana B.L.Turner
2. Glandularia amoena (Paxton) Umber
3. Glandularia andalgalensis (Moldenke) P.Peralta
4. Glandularia angustilobata (Moldenke) P.Peralta & V.Thode
5. Glandularia araucana (Phil.) Botta
6. Glandularia aristigera (S.Moore) Tronc.
7. Glandularia atacamensis (Reiche) J.M.Watson & A.E.Hoffm.
8. Glandularia aurantiaca (Speg.) Botta
9. Glandularia bajacalifornica (Moldenke) Umber
10. Glandularia balansae (Briq.) N.O´Leary
11. Glandularia berteroi (Meisn.) Muñoz-Schick
12. Glandularia bipinnatifida (Schauer) Nutt.
13. Glandularia brachyrhynchos G.L.Nesom & Vorobik
14. Glandularia cabrerae (Moldenke) Botta
15. Glandularia canadensis (L.) Small
16. Glandularia catharinae (Moldenke) N.O´Leary & P.Peralta
17. Glandularia cheitmaniana (Moldenke) Botta & Poggio
18. Glandularia chiricahensis Umber
19. Glandularia ciliata (Benth.) Botta
20. Glandularia cochabambensis (Moldenke) Liesner
21. Glandularia corymbosa (Ruiz & Pav.) N.O´Leary & P.Peralta
22. Glandularia cuneifolia (Ruiz & Pav.) O´Leary & Múlgura
23. Glandularia delticola (Small) Umber
24. Glandularia dissecta (Willd.) Schnack & Covas
25. Glandularia dusenii (Moldenke) N.O´Leary & P.Peralta
26. Glandularia elegans (Kunth) Umber
27. Glandularia flava (Gillies & Hook.) Schnack & Covas
28. Glandularia gooddingii (Briq.) Solbrig
29. Glandularia guaibensis P.Peralta & V.Thode
30. Glandularia guaranitica Tronc.
31. Glandularia gynobasis (Wedd.) N.O´Leary & P.Peralta
32. Glandularia hassleriana (Briq.) Tronc.
33. Glandularia hatschbachii (Moldenke) N.O´Leary & P.Peralta
34. Glandularia herteri (Moldenke) Tronc.
35. Glandularia humifusa (Cham.) Botta
36. Glandularia jordanensis (Moldenke) N.O´Leary & P.Peralta
37. Glandularia kuntzeana (Moldenke) Tronc.
38. Glandularia laciniata (L.) Schnack & Covas
39. Glandularia landbeckii (Phil.) P.Peralta
40. Glandularia latilobata (L.M.Perry) G.L.Nesom
41. Glandularia lilacina (Greene) Umber
42. Glandularia lilloana (Moldenke) Botta
43. Glandularia lipozygioides (Walp.) L.E.Navas
44. Glandularia lobata (Vell.) P.Peralta & V.Thode
45. Glandularia longidentata (L.M.Perry) G.L.Nesom
46. Glandularia macrosperma (Speg.) Tronc.
47. Glandularia malpaisana T.Van Devender & G.L.Nesom
48. Glandularia maritima (Small) Small
49. Glandularia marrubioides (Cham.) Tronc.
50. Glandularia megapotamica (Spreng.) Cabrera & Dawson
51. Glandularia mendocina (Phil.) Covas & Schnack
52. Glandularia microphylla (Kunth) Cabrera
53. Glandularia multiglandulosa (Moldenke) P.Peralta
54. Glandularia nana (Moldenke) Tronc.
55. Glandularia paraguariensis (Moldenke) N.O´Leary
56. Glandularia parodii Covas & Schnack
57. Glandularia paulensis (Moldenke) A.L.R.Oliveira & Salimena
58. Glandularia peruviana (L.) Small
59. Glandularia phlogiflora (Cham.) Schnack & Covas
60. Glandularia platensis (Spreng.) Schnack & Covas
61. Glandularia polyantha Umber
62. Glandularia porrigens (Phil.) J.M.Watson & A.E.Hoffm.
63. Glandularia pubera (L.M.Perry) G.L.Nesom
64. Glandularia pulchra (Moldenke) Botta
65. Glandularia pumila (Rydb.) Umber
66. Glandularia quadrangulata (A.Heller) Umber
67. Glandularia racemosa (Eggert) Umber
68. Glandularia radicans (Gillies & Hook.) Schnack & Covas
69. Glandularia rectiloba (Moldenke) P.Peralta & V.Thode
70. Glandularia ribifolia (Walp.) P.Peralta
71. Glandularia rupestris V.Thode & Bordignon
72. Glandularia santiaguensis Covas & Schnack
73. Glandularia scrobiculata (Griseb.) Tronc.
74. Glandularia selloi (Spreng.) Tronc.
75. Glandularia sessilifolia V.Thode & Bordignon
76. Glandularia sessilis (Cham.) Tronc.
77. Glandularia stellarioides (Cham.) Schnack & Covas
78. Glandularia subincana Tronc.
79. Glandularia subpetiolata (N.O´Leary) P.H.Cardoso & V.Thode
80. Glandularia sulphurea (D.Don) Schnack & Covas
81. Glandularia tampensis (Nash) Small
82. Glandularia tecticaulis (Tronc.) N.O´Leary
83. Glandularia tenera (Spreng.) Cabrera
84. Glandularia tessmannii (Moldenke) P.Peralta & V.Thode
85. Glandularia teucriifolia (M.Martens & Galeotti) Umber
86. Glandularia thymoides (Cham.) N.O´Leary
87. Glandularia tomophylla (Briq.) P.Peralta
88. Glandularia tumidula (L.M.Perry) Umber
89. Glandularia turneri G.L.Nesom
90. Glandularia tweedieana (Niven ex Hook.) P.Peralta
91. Glandularia venturii (Moldenke) Botta
92. Glandularia wrightii (A.Gray) Umber
93. Glandularia ×hybrida (Groenland & Rümpler) G.L.Nesom & Pruski